# طاحونة ماء في هدلي
طاحونة ماء في هدلي " Headley Water Mill " هي ناعور ماء، وقد استعملت سابقاً كطاحونة لطحن الدقيق «الطحين»، موجودة في مدينة هدلي في شرق المقاطعة الإنجليزية هامبشر " Hampshire". من المحتمل ان يكون هناك طاحونة في هذا الموقع سنة 1086 . أٌعتٌبر الجانب الغربي الحالي للطاحونة من القرن 16، بينما القسم الأوسط كان أقدم. تٌزود الطاحونة بالقوة من الفرع الجنوبي لنهر واي " River Wey ".

## وصلات خارجية
- Headley Water Mill موقع - طاحونة ماء في هدلي

‌